# هرم بوم‌شناختی

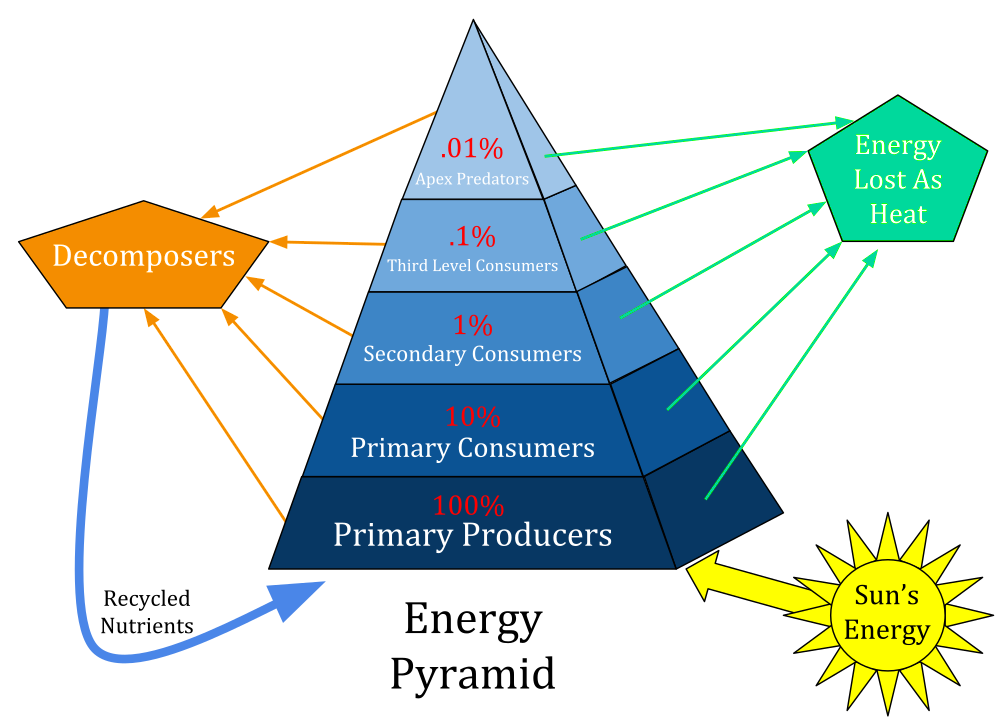
هرم انرژی نشان می‌دهد که چه مقدار انرژی، در ابتدا از خورشید، به شکل زیست‌توده جدید در هر سطح تغذیه‌ای در یک اکوسیستم حفظ یا ذخیره می‌شود. به‌طور معمول، حدود ۱۰٪ از انرژی از یک سطح تغذیه‌ای به سطح بعدی منتقل می‌شود؛ بنابراین از تعداد زیادی سطح تغذیه‌ای جلوگیری می‌شود. هرم‌های انرژی لزوماً در اکوسیستم‌های سالم عمودی هستند، یعنی همیشه باید انرژی بیشتری در سطح معینی از هرم وجود داشته باشد تا انرژی و زیست‌توده مورد نیاز سطح انرژی بعدی را پشتیبانی کند.

هرم اکولوژیکی (به انگلیسی: Ecological pyramid) (همچنین هرم تغذیه‌ای، هرم التونین، هرم انرژی یا گاهی هرم غذایی) یک نمایش نموداری است که برای نشان دادن زیست‌توده یا تولید زیستی در هر سطح تغذیه‌ای در یک اکوسیستم معین طراحی شده‌است.
زیست‌توده را می‌توان با بمب کالریمتر اندازه‌گیری کرد.

هرم زیست‌توده، کل زیست‌توده جانداران درگیر در هر سطح تغذیه‌ای یک اکوسیستم را نشان می‌دهد. این هرم لزوماً قائم نیست. اگر میزان تولید اولیه در واحد زیست‌توده بالا باشد، می‌تواند مقادیر کمتری از زیست‌توده در انتهای هرم وجود داشته باشد.

هرم اعداد تعداد جاندار منفرد درگیر در هر سطح تغذیه‌ای در یک اکوسیستم را نشان می‌دهد. هرم لزوماً قائم نیست. در برخی از اکوسیستم‌ها مصرف‌کنندگان اولیه بیشتر از تولیدکنندگان وجود دارند.